# Beldari
Beldari (nep. बेल्दारी) – gaun wikas samiti w środkowej części Nepalu w strefie Narajani w dystrykcie Bara. Według nepalskiego spisu powszechnego z 2001 roku liczył on 529 gospodarstw domowych i 3746 mieszkańców (1719 kobiet i 2027 mężczyzn).